# 滋賀GOブラックスの選手一覧
滋賀GOブラックスの選手一覧（しがGOブラックスのせんしゅいちらん）は、日本海オセアンリーグの滋賀GOブラックス、およびベースボール・チャレンジ・リーグ（ルートインBCリーグ）の「オセアン滋賀ブラックス」（2019年シーズンまでは「滋賀ユナイテッドベースボールクラブ」）にかつて所属していた主な選手の一覧である。

## 過去に在籍していた主な選手

### NPB入団選手
※年はNPB入団前の最終所属年度。当球団から直接入団した選手に限る。
- 2017年
  - 山本祐大 - 横浜DeNAベイスターズ（ドラフト9位、2018年 - ）

### その他
※ウィキペディア日本語版内に既に記事が存在する人物もしくは著名な経歴のある人物
- 赤塚瑞樹 - スイッチピッチャー
- 井川翔
- 池田陵太 - 地区最多盗塁（2021年、リーグのシーズン記録）
- 茨木智也
- 植田拓
- 大高歩
- 小笠原康仁 - 地区最多打点（2021年）、ベストナイン（2021年）
- 小原駿太 - 首位打者（2022年）
- 片山朋哉 - ベストナイン（2022年）
- 甘露寺仁房
- 北本亘 - 初代キャプテン
- 桑田真樹 - 桑田真澄の長男
- 纐纈英騎 - ベストナイン（2019年）
- ジョアン・タバーレス - 元：広島東洋カープ
- ジョニー・セリス - 群馬を経て引退後、北海道日本ハムファイターズ臨時通訳（2020年）、茨城アストロプラネッツ監督（2021年）
- 菅谷潤哉 - 地区最多セーブ（2021年）
- 菅原誠也 - 地区最多勝（2021年）、地区最多奪三振（2021年）、最多奪三振（2022年）、シーズンMVP（2021年）
- 高良一輝 - 元：北海道日本ハムファイターズ
- 西村憲 - 元：阪神タイガース
- 三吉央起
- 森下貴裕
- 湯井飛鳥
- 吉村大佑 - 地区最多勝利（2021年）、最多勝利（2022年）、ベストナイン（2022年）
- 渡辺明貴 - リーグ（当時はBCL）初の現役高校生選手。茨城などを経て、2022年のドラフト会議で横浜DeNAベイスターズより育成指名。

## 歴代監督
- 上園啓史（2017年）
- 松本匡史（2018年）
- 成本年秀（2019年 - 2020年）
- 柳川洋平（2021年 - 2022年）

代理監督・監督代行
- 成本年秀（2018年途中）
- 松山傑（2021年途中）